# Tachina brunneri
Tachina brunneri là một loài ruồi trong họ Tachinidae.